# Secusio somalensis
Secusio somalensis is een vlinder uit de familie spinneruilen (Erebidae), onderfamilie beervlinders (Arctiinae). De wetenschappelijke naam van de soort is voor het eerst geldig gepubliceerd in  door Hampson, ????.
Deze nachtvlinder komt voor in tropisch Afrika.